# Ganga Bruta
Ganga Bruta é um filme brasileiro de drama de 1933 dirigido por Humberto Mauro. Estrelado por Durval Bellini e Déa Selva, acompanha um homem que, depois de matar sua esposa na noite de núpcias, muda-se para uma cidade onde se torna parte de um triângulo amoroso. Foi produzido entre 1931 e 1932 por Ademar Gonzaga em seu estúdio Cinédia.
Em seu lançamento inicial, o filme foi altamente criticado e seus baixos números de bilheteria resultaram em perdas financeiras para a empresa distribuidora, mas mais tarde os críticos e diretores de cinema o elogiaram. Em novembro de 2015, entrou na lista feita pela Associação Brasileira de Críticos de Cinema (Abraccine) dos cem melhores filmes brasileiros de todos os tempos. Foi listado por Jeanne O Santos, do Cinema em Cena, como "clássicos nacionais".

## Sinopse
Marcos, um rico engenheiro, descobre na noite de núpcias que sua noiva não era virgem e, enfurecido, a mata. Apesar da repercussão midiática, Marcos é absolvido e se muda para Guaraíba na tentativa de se distanciar do caso. Ele encontra um trabalho como gerente de construção de uma fábrica e se torna colega de trabalho de Décio, que vive com sua mãe paralisada e Sônia, sua irmã adotiva. Sônia, que está noiva de Décio, é atraída por Marcos e, embora não esteja sabendo de seus sentimentos, ele finalmente reconhece que se apaixonou por ela. Depois de descobrir que Marcos seduziu Sônia, Décio jura matá-lo, mas uma luta culmina na morte de Décio. No final do filme, Marcos e Sônia se casam.

## Elenco
O elenco do filme foi o seguinte:
- Durval Bellini como Marcos;
- Déa Selva como Sônia;

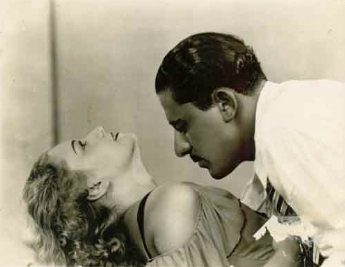
Déa Selva e Durval Bellini em Ganga Bruta

- Lu Marival como a esposa de Marcos;
- Décio Murillo como Décio;
- Andréa Duarte como a mãe de Décio;
- Alfredo Nunes como mordomo; e
- Ivan Villar como criado.

## Produção
O filme foi inicialmente chamado de Dança das Chamas. Raul Schnoor, Tamar Moema, e Ruth Gentil estavam planejados para desempenhar os papéis de destaque, com as filmagens ocorrendo nos estados de Amazonas e Pará. O filme foi finalmente filmado com um elenco diferente na Ilha das Cobras e na Quinta da Boa Vista, na cidade do Rio de Janeiro, e em Guaxindiba, São Gonçalo, Rio de Janeiro, entre 2 de setembro de 1931 e 21 de outubro de 1932, usando uma câmera portátil.
Ganga Bruta foi o sexto longa-metragem dirigido por Humberto Mauro e seu segundo para o estúdio de cinema Cinédia, uma empresa de propriedade de Ademar Gonzaga. Gonzaga, que era produtor de filmes, o concebeu como um filme mudo com uma partitura gravada em disco e sincronizada com o filme durante sua exibição. Quando quase terminou, no entanto, Gonzaga concordou em adicionar vozes gravadas em Vitaphone, uma mudança provocada pelo advento dos filmes sonoros e seu aumento de popularidade no mercado brasileiro durante a produção do filme.

## Recepção e análises
O filme foi lançado pela primeira vez em 29 de maio de 1933 no cinema Alhambra no Rio de Janeiro. Não foi bem recebido em sua estreia; Ganga Bruta foi rotulado como "o pior filme de todos os tempos" pela crítica e resultou em "grandes perdas financeiras" para a Cinédia. A Time Out Rio de Janeiro afirmou que "foi rejeitado energicamente por críticos tradicionais e telespectadores míopes." As opiniões foram revisadas após a sua restauração em 1952 como uma triagem na 1.ª Retrospectiva Cinematográfica Brasileira, quando "impressionou profundamente" os diretores que fariam parte do movimento Cinema Novo nas décadas de 1960 e 1970. Por exemplo, Glauber Rocha ficou especialmente impressionado e depois o citou como "um dos vinte melhores filmes de todos os tempos" em seu livro Revisão Crítica do Cinema Brasileiro. Outro diretor de cinema, Walter Lima, Jr., declarou: "há dois filmes que são claros arquétipos da busca eterna do Brasil, nomeadamente Limite e Ganga Bruta. Eles representam algo que você tem que polir e algo que determina seu próprio espaço, sugerindo ao mesmo tempo que algo mais existe além de seus limites."
Randal Johnson e Robert Stam, escritores do Brazilian Cinema, chamaram o filme de "obra-prima de Mauro", dizendo que "melhora criativamente os estilos cinematográficos do expressionismo e da montagem soviética." Daniel Balderston, Mike Gonzalez e Ana M. Lopez, da Encyclopedia of Contemporary Latin American and Caribbean Cultures, escreveram que o filme é "magisterial", combinando lirismo, naturalismo e expressionismo. Escrevendo para a South American Cinema: A Critical Filmography, Peter Rist elogiou sua música, dizendo que a "mistura áudio-visual de Mauro" tem um "efeito lírico completo." Georges Sadoul, autor de Dictionary of Films, observou que "apesar de sua trama tola e convencional, este é o melhor filme de Humberto Mauro e um marco na história do cinema brasileiro." Sadoul sugeriu que os elementos industriais eram usados como "símbolos eróticos", e comparou o cenário com o filme Él, de Luis Buñuel. O crítico francês Jacques Lourcelles afirmou que o tema principal de Ganga Bruta é a violência, ao lado do qual é "uma atmosfera de erotismo carnal e cósmico." Em Le cinéma brésilien, Carlos Roberto de Souza comentou que "há ecos freudianos e surrealistas" no filme.
Em novembro de 2015, Ganga Bruta entrou na lista feita pela Associação Brasileira de Críticos de Cinema (Abraccine) como um cem melhores filmes brasileiros de todos os tempos. No ranking, foi listado como o 24.º melhor, superando filmes como Tropa de Elite, Ônibus 174, Rio, 40 Graus e Bang Bang.

## Nota
- Este artigo foi inicialmente traduzido, total ou parcialmente, do artigo da Wikipédia em inglês cujo título é «Ganga Bruta», especificamente desta versão.